# Miguel Mai
Miguel Mai (Barcellona, circa 1480 – Madrid, 1546) è stato un politico, diplomatico e umanista spagnolo.
Laureato in giurisprudenza, fu reggente della cancelleria della Sardegna tra il 1512 e il 1517, e poi del Consiglio d'Aragona tra il 1519 e il 1533, e dallo stesso anno fu vicecancelliere della Corona d'Aragona dal 1533 fino alla sua morte. 
Nel 1528 era stato nominato ambasciatore a Roma, presso il Vaticano, e organizzò a Bologna l'incoronazione di Carlo I d'Aragona per mano di papa Clemente VII.
Da giovane, ebbe a disposizione una biblioteca personale di oltre 1.800 opere a stampa e 400 manoscritti, e ebbe una vasta  formazione umanistica di scuola italiana. Aveva praticato diverse attività culturali, si associò a rinomati umanisti, come Martí Ivarra, e nel 1522 collaborò alla seconda edizione di Barcellona del dizionario latino-spagnolo di Elio Antonio de Nebrija.
A Barcellona aveva partecipato al ristretto circolo dell'erasmismo  e divenne una delle figure chiave di questa corrente ideologica alla corte reale.